# Bobrovec
Bobrovec é um município da Eslováquia, situado no distrito de Liptovský Mikuláš, na região de Žilina. Tem 31,13 km² de área e sua população em 2018 foi estimada em 1.964 habitantes.

## Demografia
| Ano:        | 1994 | 2004   | 2014   | 2024   |
| ----------- | ---- | ------ | ------ | ------ |
| Broj ljudi: | 1811 | 1783   | 1873   | 1984   |
| Razlika:    |      | -1,54% | +5,04% | +5,92% |

| Ano:               | 2023 | 2024   |
| ------------------ | ---- | ------ |
| Número de pessoas: | 1996 | 1984   |
| Diferença:         |      | -0,60% |